# 電話加入権
電話加入権（でんわかにゅうけん）とは、以下のものを指す。
- 旧公衆電気通信法の下で、旧日本電信電話公社と締結した契約に基づく、当該契約に基づいて設置する電話により公衆電気通信役務（電気通信設備を用いて他人の通信を媒介し、その他電気通信設備を他人の通信の用に供すること）の提供を受ける権利（電気通信事業法附則9条1項)
- 電気通信事業法の施行日以後に日本電信電話株式会社（NTT）と締結した同社の電話サービス契約約款第5条に掲げる加入電話の役務の提供を受ける契約に基づく権利（電気通信事業法附則9条2項、電気通信事業法施行規則67条1項、電気通信事業法施行規則第67条第1項の規定に基づく指定に関する件（昭和60年郵政省告示第425号））
- 日本電信電話株式会社法の一部を改正する法律（平成9年法律第98号）の施行日以後に東日本電信電話株式会社（NTT東日本）と締結した同社の電話サービス契約約款第5条に掲げる加入電話の役務の提供を受ける契約に基づく権利（電気通信事業法附則9条2項、電気通信事業法施行規則67条1項、通信事業法施行規則第67条第1項の規定に基づく指定について（平成11年郵政省告示第600号））
- 日本電信電話株式会社法の一部を改正する法律（平成9年法律第98号）の施行日以後に西日本電信電話株式会社（NTT西日本）と締結した同社の電話サービス契約約款第5条に掲げる加入電話の役務の提供を受ける契約に基づく権利（電気通信事業法附則9条2項、電気通信事業法施行規則67条1項、通信事業法施行規則第67条第1項の規定に基づく指定について（平成11年郵政省告示第600号））

電話料金が長期にわたり未納の場合、電話サービス契約約款第24条に基づき、権利が消滅することがある。

## 概要
- 電話加入権は、NTT東日本またはNTT西日本の電話回線の設置を求める際に必要となる権利で、契約を申し込み、「施設設置負担金（しせつせっちふたんきん）」を支払うことにより得られる。権利保有者は、加入電話の再取付（休止回線の復活）や、架設場所の移転を新たな施設設置負担金を支払うことなく求めることができる。ただし、工事費は別途必要である。
- 電話加入権を得るための施設設置負担金として、現在でも36,000円の支払いが必要だが、固定電話設置時に初期費用を抑える手段の一つとして、他人の不要な電話加入権の譲渡を受けるという方法も可能である[3]。この方法に違法性はないが、権利の譲渡を受けた時点での残債（未納料金）がある場合、それらの支払義務などすべての権利義務が移転するので注意が必要である。
- 相続や企業の合併・分割等、契約者の意思表示によらないで法的事実により権利が移転する場合（継承）は手数料無料で名義変更ができる[3]。譲渡や遺贈・相続分の譲渡等、契約者の意思表示で行う権利移転については手数料を払うことで名義変更をする[3]。
- 電話加入権は、NTT以外の会社が提供する固定電話回線や、携帯電話（NTTドコモを含む）、NTTのIP通信網サービスで提供される、フレッツ光やひかり電話では不要である。また、月々の基本料金が若干高くなるかわりに施設設置負担金が不要な料金プランもあり、現代においては電話の利用に必ずしも必要となる権利ではない。
- 電信電話債券とは異なるもので、電話加入権をNTTに返却して支払った負担金を返金してもらうことや、NTTに直接買い取りを求めることはできない。また、近年では前述の通り電話を利用する上でNTTの固定電話にこだわらなければ必要となる権利ではなく、また、NTT側でもIP通信網サービス契約時にひかり電話へ移行する例が多いことから、休止回線は増加の一途をたどっており、電話加入権の市場価値はかなり下落している[4][5]。一部報道によると2023年時点では実質無価値とまで断言されている[6]。

## 施設設置負担金制度の歴史
- 1890年 - 電話事業開始。当初は電話加入権の概念はなく無料で設置できた
- 1897年 - 電話交換規則が制定され、加入登記料制度が発足した。当初の加入登記料は15円（電話加入権のはじまり）
- 1909年 - 至急開通制度発足
- 1925年 - 特別開通制度発足。当初の東京での設備費負担金1,500円、工事負担金1,550円
- 1948年 - 電信電話料金法の制定により加入登記料を装置料に改称すると共に1,000円に改定
- 1951年 - 電信電話料金法の改正により装置料を4,000円に改定すると共に、電話設備費負担臨時措置法が制定され、電話設備費負担金を重畳的に課した。電話設備費負担金は30,000円
- 1952年 - 日本電信電話公社発足
- 1953年 - 電話設備費負担臨時措置法の改正により電信電話債券の引受を義務化した。当初の債券額は60,000円
- 1960年 - 電話設備費負担金を廃止すると共に、装置料を設備料に改称し、10,000円とした
- 1968年 - 設備料を30,000円に改定
- 1971年 - 設備料を50,000円に改定
- 1976年 - 設備料を80,000円に改定
- 1977年 - 電話積滞解消
- 1983年 - 電信電話債券の新規発行を終了
- 1985年 - NTTの設立と共に工事負担金に改称され、本機自由化に伴う本機分の権利金の減額により72,000円に改定
- 1989年 - 施設設置負担金に改称
- 2005年 - 施設設置負担金を36,000円に改定[7][8]

施設設置負担金は、電話網が完成した現在では役目を終え、総務省とNTTにより廃止が検討されている。
NTTの自動車電話・携帯電話の施設設置負担金は1991年7月に新規加入料に改称された。1992年7月にエヌ・ティ・ティ移動通信網株式会社が分離されてから段階的に価格改定され、1994年のデジタルmova 1.5G携帯電話サービスの開始に連動して新規加入料を廃止した。この背景には、新規加入料を廃止した時点ではまだ携帯電話があまり普及しておらず、廃止しても社会的な影響は大きくないと考えたこともあると思われる。なお、PHSについては、そもそも電話加入権（あるいは施設設置負担金の徴収）がなかった。
携帯電話の加入権については、1996年3月15日、日本テレシスがmovaの新規加入料の値下げにより資産価値が損なわれたとして損害賠償請求訴訟を起こしたが、新規加入料が絶対的な価値を持つ資産ではないとして、1997年9月24日の福井地方裁判所、1998年4月20日の名古屋高等裁判所金沢支部で損害賠償請求が棄却され、1998年10月27日の最高裁判所の上告棄却により確定した。

## 利用休止（休止票）
諸都合により電話の利用を取りやめたい場合、「休止」と「解約」の2つの方法がある。利用休止にすることにより、基本料金等を支払うことなく電話加入権（契約）を維持することができ、将来電話回線の設置が必要となった時、工事費の支払のみで再取付ができる。ただし、休止工事には工事費（2023年現在3,300円）が必要である。また、電話加入権は他人に譲渡することができる権利であるから、「利用中」又は「休止」の状態であれば売却することも可能である。
この休止手続が完了したことを通知する書面が「電話回線の権利お預かりのお知らせ」（いわゆる「休止票」）で、休止工事日以降に、休止手続を行った時に申告した連絡先（通常は、旧設置住所か引っ越し先）に普通郵便で送付される。電話加入権は通常、電話番号で管理されているが、取外しを行うと電話番号が利用できなくなるため、休止票で当該電話加入権を管理する番号（休止番号とコード番号）を通知する。これらの番号は今後、当該電話加入権に関する手続き（住所や連絡先変更、譲渡、再取付など）を行う際に、必要となる。休止工事のみの場合は、局内での切断工事のため立ち合いは必要ない。特に申し出しない限り、電柱から家屋まで引き込まれている物理的な回線は撤去されない。
休止票は電話加入権を有することを客観的に確認できる資料の一つとして、第三者への譲渡時などに提示を求められることがあるが、休止票自体に有価証券や証書としての価値はなく、単なるお知らせ文書に過ぎない。また、NTTに対して直接諸手続きを行う際にも提示を求められることはないので、紛失しても権利保有について問題にはならない。紛失により休止番号等が不明の場合は、NTTに事情を説明し、旧電話番号や契約者名などから特定ができれば、休止票は再発行も可能である。
利用休止中は、基本料金など料金負担はないが、NTTとの契約は継続されているので、氏名や住所が変更になった時は都度連絡が必要である。休止期間は、5年（初回は10年（5年→自動更新→5年））で、満了すると時効解約扱いとなるので注意が必要である。なお、NTT西日本管内では、以前は休止回線の時効について定めはなかったが、現在はNTT東日本と同様の5年（初回は10年）時効扱いとなっている。
利用休止を継続したい場合、期間が満了するまでに更新を希望する意思をNTTに連絡する必要がある。通常、この手続きは１回の電話で完結するが、新たな満了日は更新手続きを行った日（＝NTTに連絡した日）から5年となることに注意する必要がある。
「解約」を選択すると、電話加入権も直ちに失い、将来の設置には改めて負担金の支払いが必要となる。2023年現在、解約に工事費は発生しない。

## 施設設置負担金の廃止の問題点
電話加入権は譲渡可能な権利であり、また権利の内容は時間の経過によっても変化しないため、法人税法上では減価償却のできない無形固定資産とされている。このため、企業会計上で電話加入権を簿価計上している企業も多いが、近年は時価会計を行う例も多い。この場合は簿価と時価の差額を減損する。
本来電話加入権は質権を設定できないものであったが、中小企業などからの要望が多かったために「電話加入権質に関する臨時特例法」が制定され、いくつかの条件の下で質権を設定できるようになった。そのため、借入金の担保、民事執行、国税等の滞納処分の差し押さえ物件とされるようになった。
施設設置負担金の廃止は、電話加入権の資産価値や担保価値を毀損するものであり、これは法人や政府地方公共団体への簿価会計に少なくない影響を与えるが、会計基準により時価会計を採用している場合は、時価の下落により簿価が相当程度減損している為に会計に与える影響度は限定的である。
2006年5月30日、「加入料値下げにより加入権の資産価値が不当に下落した」として、25都道府県の37社と個人69人がNTTや日本国政府（監督官庁の総務省）を相手取って損害賠償を求める訴訟を起こした。提訴に対しNTTは「負担金は回線建設費の一部であり権利に非ず、財産的価値まで保証はしていない」とコメントしている。東京地方裁判所は判決・控訴審判決共に請求を棄却した。